# Чехович Венедикт Павлович
Венеди́кт Па́влович Чехо́вич (1804, Волинська губернія — 1862, Київ) — богослов, археограф, архівознавець, редактор.

## Біографія
Венедикт Чехович походив із родини православних духівників. Навчався у духовному училищі, у 1817—1823 роках — у Волинській духовній семінарії. 1823 року вступив до Київської духовної академії, яку закінчив 1827 року зі ступенем магістра. 1827 року Чеховича призначили бакалавром академії. Там він пропрацював 35 років, викладаючи фізико-математичні науки.
1834 року Чеховича затвердили ординарним професором академії. Неодноразово викладав в академії польську та латинську мови.
Одночасно, з дозволу Міністерства народної освіти, Чехович із вересня 1837 року до липня 1846 року викладав фізику і фізичну географію в Київському університеті, а впродовж 1842—1850 років займав посаду екстраординарного професора фізики і фізичної географії у Київському інституті шляхетних дівчат.
Упродовж 1853—1857 років Чехович був секретарем академічного правління Київської духовної академії, завідувачем канцелярії Київського духовно-цензурного комітету. В останні роки свого життя був
цензором журналу «Вестник Юго-Западной и Западной России».

## Праці
- Памятники изданные Временной Комиссией для разбора древних актов. — К., 1859. — Т. ІІІ
- Жизнь и творения святого священномученика Киприана, епископа Карфагенского. Письма его к разным лицам // Труды КДА. — К., 1860. — Кн. 1. — С. 1– 36; Кн. 2. — С. 37–116; Кн. 3. — С. 117—216; Кн. 4. — С. 217—264.